# قطعنامه ۱۹۸۰ شورای امنیت
قطعنامه  ۱۹۸۰ شورای امنیت سازمان ملل متحد که در تاریخ ۲۸ آوریل ۲۰۱۱ تصویب شد، سندی بین‌المللی دربارهٔ بررسی وضعیت ساحل عاج است. این قطعنامه طی نشست ۶۵۲۵ام با ۱۵ رای موافق، ۰ مخالف و ۰ ممتنع تصویب شد.